# Samuel Pearson Goddard Jr.
Samuel Pearson Goddard Jr. (Clayton, 8 agosto 1919 – 1º febbraio 2006) è stato un politico statunitense.
È stato il governatore dell'Arizona per circa due anni, dal gennaio 1965 al gennaio 1967. Era rappresentante del Partito Democratico.
Il figlio Terry Goddard è stato procuratore generale dell'Arizona dal 2003 al 2011 e sindaco di Phoenix dal 1984 al 1990.